# Túpac Inca Yupanqui

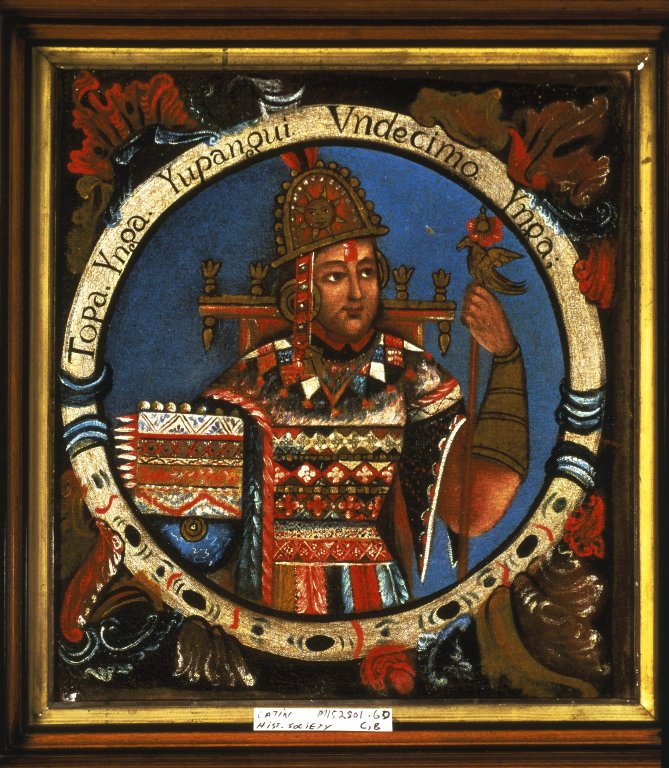

Tupaq Inka Yupanki, oude spelling Tupac Inca Yupanqui, was de tiende goddelijke keizer van het Incarijk. Hij regeerde van 1471 tot 1493.

## Gedeeld keizerschap
Toen zijn zoon Amaru vreesachtig en onbekwaam bleek, verving Pachacutec hem door zijn zoon Tupaq Yupanki om de macht met hem te delen. Pachacutec en Tupaq Yupanki regeerden gemeenschappelijk. Tupaq Yupanki kwam in 1471 aan de macht.

## Chimú
Vrij snel daarna wist hij de Chimú te verslaan. Zij vormden tot dan toe de grootste tegenstanders van de Inca's. Tupaq Yupanki werd krachtig gesteund door de onderdanen van Cuismancu en Chuquimancu, erfvijanden van de Chimú. De koning van de Chimú koos eieren voor zijn geld en werd vazal van Tupaq Yupanki. Hij kon als machthebber blijven regeren en zijn zonen kregen in Cuzco een opleiding.

## Tomebamba en Quito
Tupaq Yupanki zond expedities uit om binnenvallende wilden uit het oerwoud af te schrikken. Tupaq Yupanki trok daarna zuidwaarts, naar de Araukanen, maar kon hen niet onderwerpen en koos de Rio Maule derhalve tot zuidgrens. Daarop trok de keizer naar het noorden, naar het koninkrijk der Cara's. Het land van de Cañari's lag er tussen. Na het onderwerpen van stammen oost (aan de kant van Chachapoyas) en west (aan de kant van Piura), bezette Tupaq Yupanki Cañar. Hij doodde de aanvoerders, maar maakte Tomebamba, de hoofdstad van het overwonnen volk, tot een grote en weelderige stad, die hij tot zijn residentie verhief. De Cañari's werden zijn trouwste onderdanen en vormden zelfs zijn lijfwacht. Na een van de langdurigste en bloedigste oorlogen uit de Inca geschiedenis werd Quito, de hoofdstad van de Cara's, ingenomen. Quito zou de grootste rivaal van Cuzco worden. Tupaq Yupanki trok verder naar het noorden, tot de rivier de Ancasmayo, die de noordgrens van het rijk werd. Hij reisde langs de noordelijke kusten en besloot toen tot de grote maritieme expeditie.

## Ontdekkingsreis
Volgens de kroniekschrijver Sarmiento de Gamboa hoorde Tupac Yupanki na zijn verovering van de Peruaanse kustprovincies van streken achter de horizon in het westen. Daar hadden reizigers van bericht. In het verre westen zouden bevolkte, rijke eilanden liggen, zo meldden gedetailleerde en hardnekkige berichten. Een tovenaar bevestigde de geloofwaardigheid ervan.
In 1480 ondernam Tupaq Yupanki een ontdekkingsreis door de Grote Oceaan. Hij had een vloot van vlotten laten uitrusten, die in Tumbez zee koos met twintigduizend krijgslieden. De reis duurde bijna een jaar. Mogelijk bezocht zijn expeditie de Galápagoseilanden, de Tuamotueilanden, Paaseiland, en Mangareva. Er werd inderdaad een Polynesisch eiland bereikt, want er werden voorwerpen meegebracht, die in de citadel van Cuzco werden bewaard en later gezien door de Spanjaarden: 'goud, een geelkoperen stoel, de huid en het gebit van een paard, en zelfs negers!' Zijn vlotten moeten met een reusachtige boog om de riffen van de Marquesas Eilanden zijn gevaren.
Hij vastte veertig dagen om zijn triomftocht bij thuiskomst voor te bereiden. Zijn vader reisde hem met dertigduizend man tegemoet. Ze leverden 'schijngevechten' en de keizers trokken daarna samen Cuzco binnen. Kort daarop stierf Pachacutec. 

## Overlijden
Bij de eerste tekenen van een dodelijke ziekte trok Tupac Inka Yupanki zich terug op een landhuis. In 1493 werd hij vermoord waarna zijn zoon Huayna Capac de troon besteeg.

## Connectie met Nederlandse koningshuis
Koningin Máxima stamt af van Tupaq Inka Yupanki via zijn dochter Catalina Paucar Ocllo, net als haar drie dochters Catharina-Amalia, Alexia en Ariane.